# 138 (getal)
138 is het natuurlijke getal volgend op 137 en voorafgaand aan 139.
138 is een spheninsch ({\displaystyle 2\cdot 3\cdot 23}) en overvloedig getal. Verder is het de som van vier opeenvolgende priemgetallen (29+31+37+41).
138 is het derde 47-hoeksgetal.
Daarnaast wordt het nummer 138 door liefhebbers van de muziekstroming trance gezien als 'het heilige getal', refererend aan 138 beats per minute (BPM). Trance-producer en DJ Armin van Buuren heeft daarom het label Who's Afraid of 138?! opgericht. De combinatie van het hoge tempo en de melodieuze klanken zorgen voor een erg 'uplifting' gevoel. Zie ook Armada Music.